# 九连城淖尔
九连城淖尔也作九连城淖、九连城淖日，是一个位于中国河北省张家口市沽源县与内蒙古自治区锡林郭勒盟太仆寺旗之间的内流咸水湖，系由风化物堆积形成的丘梁之间浅洼地，经积水而成的洼地滞积湖。当水位1353.00米时，湖长7.5千米，最大宽1.2千米，平均宽0.77千米，面积5.8平方千米。
九连城淖尔的一级流域为海河流域，二级流域为永定河水系。
在2021年太仆寺旗人民政府关于划定主要河湖管理范围的公告中，九连城淖尔在太仆寺旗境内的湖泊划界面积为6.668平方千米，划界长度为13.666千米。同年公布的太仆寺旗各级河湖长名单，九连城淖尔苏木级湖长为贡宝拉格苏木副苏木长柴文旭，嘎查级湖长为道海嘎查党支部书记、嘎查长阿迪亚。